# Ferdinand Justi
Ferdinand Wilhelm Jacob Justi, né le 2 juin 1837 à Marbourg et mort le 17 février 1907, était un orientaliste allemand qui fut également acteur et spécialiste du folklore et de la culture rurale en Hesse à la fin du XIXe siècle.

## Biographie
Ferdinand Justi étudie la linguistique à l'Université de Marbourg et à l'Université de Göttingen. Il devient professeur agrégé de grammaire comparée et de philologie allemande en 1865 et professeur ordinaire en 1869. En 1875, il est élu membre correspondant de l'Académie des sciences de Göttingen. En 1887-88, il est nommé recteur d'université. En 1898, il est membre correspondant de l'Académie royale des sciences de Prusse.
Ferdinand Justi était un des plus grands iranologues de son temps. Il a écrit et publié Iranisches Namenbuch (1895), un ouvrage d'onomastique iranienne qui est resté la référence pendant près d'un siècle. Il n'était pas seulement linguiste mais également historien, comme on peut l'observer dans cet ouvrage. Il a aussi travaillé sur le gavrouni, la langue des zoroastrisme de l'Iran. Malgré sa connaissance très profonde et vaste du monde iranien, il ne s'est jamais rendu en Iran.
En plus de ses travaux universitaires, il s'intéresse à la population rurale de Hesse dans le dernier tiers du XIXe siècle. Dans les environs de Marbourg, il rédige ses observations et les consigne dans d'innombrables croquis et aquarelles. Ses principaux motifs concernent des bâtiments, des meubles, du matériel agricole et surtout des costumes de l'arrière-pays avec leurs couleurs, leurs subtilités et leurs accessoires.
Il a épousé Hélène Schepp. Leur fils Ludwig Justi est historien de l'art.
La succession de Ferdinand Justi fait partie des archives de la famille Justi et est conservée en dépôt aux Archives de l'État de Hesse à Marbourg (inventaire 340 Justi).
Il est le jeune frère du philosophe et historien Carl Justi.

## Publications
- Handbuch der Zendsprache. Leipzig 1864.
- Dictionnaire kurde-francaise. Petersburg 1879.
- Geschichte des alten Persiens. Berlin 1879 (= Allgemeine Geschichte in Einzeldarstellungen (de). )
- Kurdische Grammatik. Sankt Petersburg 1880.
- A History of All Nations. Lea Brothers, 1902.
- Geschichte der orientalischen Völker im Altertum. Berlin 1884.
- Iranisches Namenbuch. Marburg 1884; Nachdruck Hildesheim 1963.
- Hessisches Trachtenbuch. Marburg 1899–1905.